# Antonio Otegui
Antonio Islam Otegui Khalifi (Mendavia, 7 de março de 1998) é um futebolista profissional espanhol que atua como defensor.

## Carreira
Antonio Otegui começou a carreira no CA Osasuna.